# Орлинское озеро (Ленинградская область)
О́рлинское — озеро в Гатчинском районе Ленинградской области, относится к бассейну реки Оредеж.

## Описание
Озеро представляет собой сильно вытянутый с юго-запада на северо-восток водоём в среднем течении реки Дивенки-Орлинки площадью 2,2 км², высота озера над уровнем моря — 73 метра. Озеро окружено густым еловым лесом, который то подходит к воде, то отступает от неё, предоставляя место лугам и зарослям ольхи. В северной части берега низкие (в окрестностях Дружной Горки — болотистые), южное побережье высокое, холмистое, но к озеру спускается отлого; на юго-востоке имеется обнажение красных девонских песчаников.
Дно — песчаное, на значительной площади заиленное; нередки коряги, камни. Прибрежное мелководье активно зарастает камышом, рогозом, кубышкой. Питают озеро река Дивенка, небольшие ручьи, а также несколько сотен ключей с холодной и прозрачной водой, бьющие по берегам.
По преданию царь Пётр I (в другом варианте народной этимологии, наследник престола, царевич Алексей Петрович) во время охоты убил над озером орла, отчего водоём и получил своё имя. Однако, Орлино уже было отмечено на картах допетровского времени.
Привлекателен парк бывшей усадьбы Строгановых на западном берегу озера по соседству с Орлином, где сохранились тенистые аллеи и пляж для купания.
Недалеко от деревни Заозерье на Орлинском озере находится самый северный могильник культуры псковских длинных курганов, оторванный от основного ареала культуры на десятки километров. Ближайшей является насыпь в могильнике Рапти-Наволок II у Череменецкого озера в Лужском районе.
На берегах озера расположены населённые пункты:
- ПГТ Дружная Горка
- село Орлино
- деревня Заозерье
- деревня Симанково

## Данные водного реестра
Код водного объекта в государственном водном реестре — 01030000511102000024761.